# Brighton
Brighton este un oraș pe coasta de sud a Regatului Unit, situat în comitatul East Sussex, regiunea South East, Anglia. Orașul se află într-o conurbație împreună cu orașul Hove situat la est de acesta și cu numeroase alte sate situate de-a lungul coastei. Din punct de vedere administrativ, întreaga conurbație formează din 1997 o singură entitate Brighton & Hove, o autoritate unitară cu statut de oraș. Brighton este cea mai celebră stațiune turistică britanică de pe coastă, atrăgând anual peste 8 milioane de turiști. 

## Prezentare
Brighton este unul din orașele și stațiunile balneare cele mai celebre din Anglia. A devenit la modă în principal datorită lui Albert Abdullah David Sassoon, în anii 1870. Dintre clădirile celebre ale orașului, se poate aminti Brighton Pavilion, cu un aspect indian, dar care adăpostește un interior de inspirație chinezească, și marele său dig, cu parcul de distracții.
West Pier, un alt dig, creat în 1866, a fost interzis publicului în 1975, apoi distrus în 2003 din cauza a două incendii, a căror cauză rămâne necunoscută.
Localitatea Brighthelmston a devenit o stațiune termală importantă în secolul al XVIII-lea și a reprezentat o destinație celebră pentru turiști imediat după apariția căii ferate în 1841. Brighton a cunoscut apoi o creștere demografică rapidă, atingând recordul în 1961 când populația sa depășea 160 000 de locuitori. Orașul modern Brighton reprezintă actual centrul unei conurbații importante, care se întinde de-a lungul coastei între Littlehampton și Seaford, cu o populație de aproximativ 550 000 de locuitori.
Brighton este în prezent o cunoscută destinație turistică, având numeroase hoteluri, restaurante și echipamente de agrement, și care face un profit important datorită organizării de congrese de afaceri în acest ținut. „Brighton and Hove” este totodată un centru de educație important, prin cele două universități și sectorul lingvistic foarte bine reprezentat (peste 40 de școli de engleză).
Brighton este dotat cu un aeroport (cod AITA: BSH).
Portul vecin din Newhaven propune legături directe zilnice, cu feribotul, cu Dieppe și Le Havre (Franța).

## Personalități născute aici
- Edgar Syers (1863 - 1946), sportiv la patinaj artistic;
- Aubrey Beardsley (1872 - 1898), artist vizual;
- Rodney Soher (1893 - 1983), sportiv la bob;
- Gilbert Ryle (1900 - 1976), filozof;
- Martin Ryle (1918 - 1984), fizician, Premiul Nobel pentru fizică;
- Jack Clayton (1921 - 1995), regizor, producător de film;
- John Bowis (n. 1945), om politic;
- Peter James (n. 1948), scriitor;
- Orlando Gough (n. 1953), compozitor;
- Nigel Kennedy (n. 1956), violonist;
- Tony Hawks (n. 1960), actor, scriitor;
- Philip Reeve (n. 1966), scriitor;
- Michael David Rosenberg (cunoscut ca Passenger, n. 1984), cântăreț;
- Lucy Griffiths (n. 1986), actriță;
- Julian Cash (n. 1996), jucător de tenis.